# Analogique

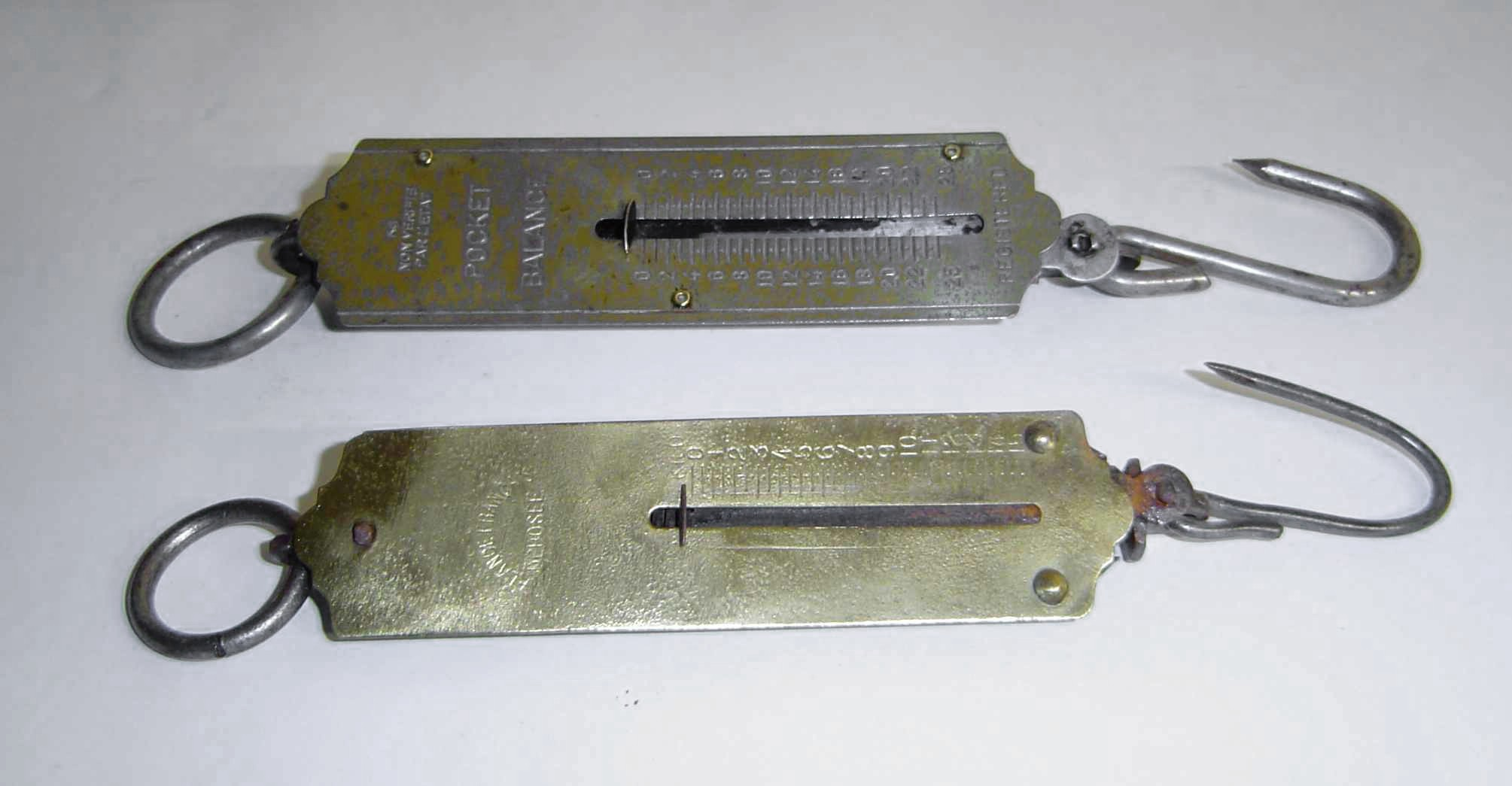
Un peson est un instrument de mesure analogique : une longueur est proportionnelle à une force.

Le terme analogique indique qu'une chose est suffisamment semblable à une autre, d'un certain point de vue, pour que leur analogie permette de dire de l'une ou de faire avec l'une ce qui s'applique aussi à l'autre.
Un appareil, particulièrement un instrument de mesure ou de communication qui représente une grandeur physique par une autre  est analogique, comme aussi une méthode de calcul graphique par abaque ou règle à calcul.
Un thermomètre indique la température à l'aide d'une hauteur de mercure ou d'alcool coloré sur une échelle graduée. La longueur du fluide est analogue à la température : c'est un instrument analogique.
Dans l'usage courant, comme  en électronique, la grandeur image est la plupart du temps une tension électrique. Un signal électrique représente une grandeur variable, par exemple une pression.
Le mode analogique s'oppose au mode numérique, qui suppose une discrétisation — choisir les points ou les instants de mesure — et une quantification— en inscrire le résultat sous la forme d'un nombre entier.
Les humains perçoivent aisément les informations visuelles analogiques : position d'un indicateur, longueur d'un segment, couleur d'une surface sur une carte, et en suivent aisément les variations. Les informations numériques sont souvent plus précises, mais elles exigent un temps de lecture.

## Mesure analogique
Dans un système analogique, l'incertitude liée au transducteur qui convertit la valeur de l'objet en une grandeur image plus compréhensible et la résolution avec laquelle on connaît cette grandeur image, limitent la qualité métrologique des appareils de mesure.
On peut obtenir une longueur analogue à la racine carrée de deux par construction à la règle et au compas. L'exactitude avec laquelle la diagonale du carré unitaire représente cette valeur dépend de la précision avec laquelle on a effectué les opérations de construction, qu'on résume avec optimisme à « l'épaisseur du trait ».

## Avantages et inconvénients
Pour mesurer, évaluer ou capter un élément naturel (son, image, phénomène…), il est généralement nécessaire de disposer d'une interface analogique (pour éventuellement ensuite numériser cette source). Les transducteurs transforment une grandeur physique en une autre grandeur analogue.
- un baromètre transforme la pression atmosphérique en longueur ;
- un microphone transforme la pression acoustique en courant électrique.

La qualité de la représentation du signal analogique dépend de la qualité de cette transduction, qui impose aux processus suivants sa distorsion, son incertitude de mesure et son bruit de fond.
L'enregistrement de la donnée analogique exige la plupart du temps une nouvelle transduction, dans une grandeur qu'on sait conserver. L'enregistrement audio analogique utilise ainsi soit la longueur, dans les disques, soit le flux magnétique. Chaque opération exigeant de nouvelles conversions, elle détériore légèrement le signal. Une grandeur numérique peut, au contraire, se recopier sans erreur, et se vérifier par comparaison logique avec l'original.
La transmission analogique est simple dans son principe, mais utilise une grande largeur de bande. Elle réserve, pour chaque signal, une bande de fréquences aussi large que la bande passante du signal. Mais le signal n'occupe jamais que des portions de cette bande. Le même espace de fréquences peut accueillir la combinaison de plusieurs signaux indépendants numérisés.
Dans le traitement du signal, la flexibilité des procédés numériques et leur capacité à transmettre sans modification finit par leur donner l'avantage. La qualité de la numérisation dépend de la distorsion qu'ajoute le convertisseur, soit par la gigue (jitter) du signal d'horloge, soit par la quantification de la valeur du signal qui introduit une non-linéarité. La production de masse a rendu les composants numériques plus économiques que les systèmes analogiques, beaucoup moins complexes, mais construits spécialement pour chaque application.
Des controverses esthétiques ont animé le choix entre des supports numériques ou analogiques. Certains mélomanes ont critiqué l'arrivée du son numérique et le CD à ses débuts en 1982, soulignant la qualité du disque vinyle, analogique, par rapport au Compact Disc audio, malgré les bruits de poussière et de frottement et le pleurage et scintillement. Ces critiques ont amené à examiner les effets positifs du bruit de fond par résonance stochastique — dans l'enregistrement musical, la pratique du dither.

## Systèmes analogiques

### Affichage analogique

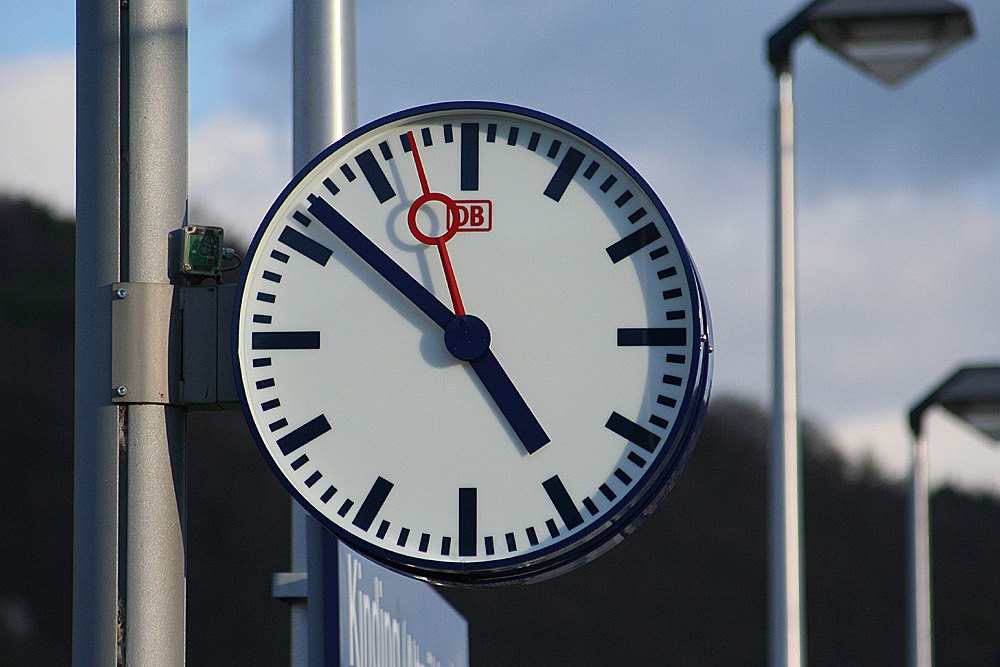
Horloge analogique
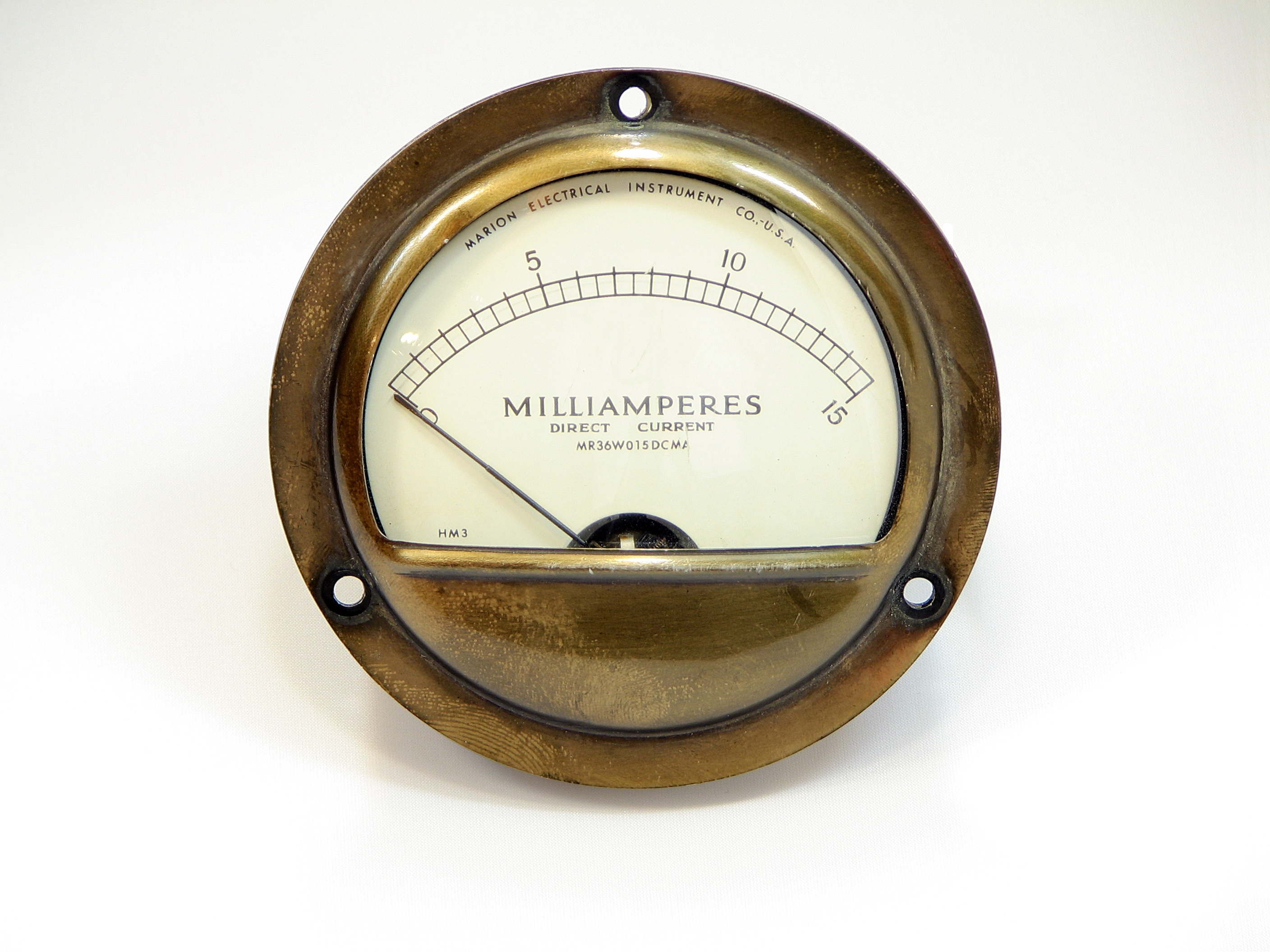
Ampèremètre analogique
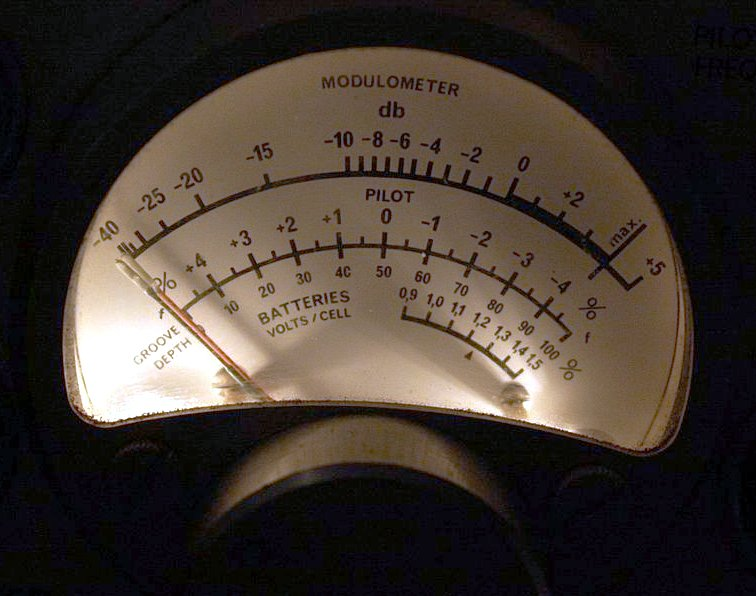
Modulomètre à plusieurs échelles
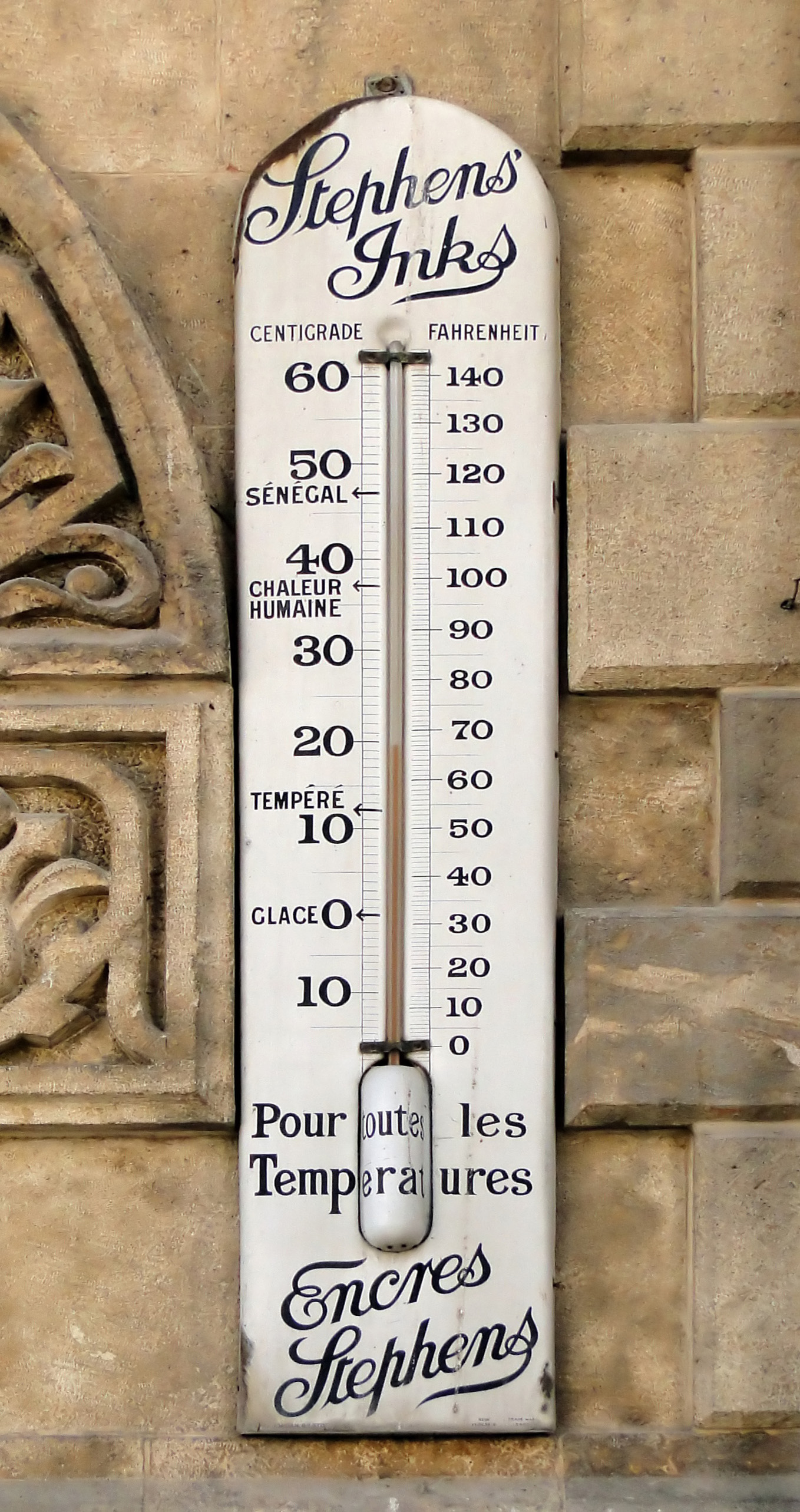
Thermomètre
Bargraph
Couleurs analogues aux altitudes sur une carte topographique

- L'afficheur utilise une grandeur correspondant à une perception visuelle : longueur, angle, couleur.
- La présentation analogique de la grandeur permet d'apprécier la valeur plus précisément que la plus fine graduation de l'afficheur.
- Quand la grandeur varie rapidement dans un intervalle, l'observation de l'affichage analogique permet une estimation de cet intervalle.
- Le même appareil peut donner simultanément une mesure dans plusieurs unités différentes.

### Électronique
L'électronique analogique est un système ou dispositif électronique qui met en jeu des courants et tensions électriques variant dans des limites fixées, mais sans paliers ni niveaux prédéfinis, contrairement à l'électronique numérique.

## Historique
Le nom analogie provient du grec ἀνάλογος / análogos, « qui est en rapport avec, proportionnel ». En physique, l'analogie est la correspondance étroite entre des phénomènes différents, mais régis par des équations similaires.
Les premiers calculs sont numériques. On ajoute, on soustrait, on multiplie des nombres entiers. L'alternative analogique se trouve dans la construction à la règle et au compas, qui permet, par exemple, d'obtenir des rapports de longueur analogues à des racines carrées ou au nombre d'or. À partir du XVIe siècle, et surtout au XIXe siècle, on utilise des instruments de calcul analogiques, comme le compas de proportion et la règle à calcul. Au début du XXe siècle, on fabrique aussi des calculateurs analogiques, fonctionnant avec des engrenages et des cames. Ils atteignent un haut degré de perfectionnement au cours de la seconde Guerre mondiale, avec les calculateurs mécaniques de bombardement. Le calcul analogique a l'avantage de condenser dans une seule opération le calcul de la valeur nominale et celle de l'arrondi et de la précision : on ne s'interroge pas sur le nombre de décimales nécessaires.
On a construit des calculateurs analogiques électroniques entre les années 1950 et 1970 pour résoudre les équations différentielles rencontrées entre autres dans des problèmes de mécanique[réf. souhaitée]. Les machines numériques et logiques se sont révélées plus flexibles, tandis que le développement de l'algorithmique leur ouvrait des champs d'action de plus en plus larges. L'application à des usages largement diffusés dans le public amenant à une production de masse, moins coûteuse, les appareils analogiques, y compris pour le son et l'image, ont presque entièrement disparu dans les sociétés industrialisées.
La transmission numérique a complètement supplanté la transmission analogique dans les réseaux téléphoniques : à qualité égale, elle permet de faire passer plus de signaux dans la même bande passante. En radio et télévision, une petite partie, moins de 10 %, est encore transmise en mode analogique persiste pour rester compatible avec les nombreux récepteurs grand public analogiques encore en fonctionnement.

## Raisonnement analogique
Le raisonnement analogique consiste à extrapoler les propriétés d'un objet à celle d'un autre qui a avec lui des caractères communs, bien qu'ils ne soient pas de même nature. 
Par exemple, un objet de forme cubique pourra évoquer les qualités d'un objet de même forme, alors que les deux n'ont pas les mêmes propriétés physiques.
Cette forme de raisonnement repose souvent sur des analogies de grandeurs, bien que d'autres analogies soient possibles. On le retrouve notamment en éthologie, dans les cas où des animaux utilisent des outils pour se nourrir ou se construire un habitat.